# 薄片宽尾蚤
薄片宽尾蚤（学名：Eurycercus lamellatus）为盘肠蚤科宽尾蚤属的动物。分布于亚洲中部、瑞典、挪威、丹麦、芬兰、捷克、斯洛伐克、德国、俄罗斯、北美洲、非洲北部以及中国大陆的内蒙古、吉林、黑龙江、西藏、新疆等地，生活习性为底栖。其常见于湖泊沿岸或池沼中，也可生活在咸淡水中。